# Burg Reichenstein (Österreich)
Die Burg Reichenstein ist die Halbruine einer zu einem Schloss umgebauten Höhenburg. Sie liegt in der gleichnamigen Ortschaft Reichenstein im Gemeindegebiet von Tragwein im Bezirk Freistadt im Mühlviertel in Oberösterreich.

## Lage
Die Burg Reichenstein erstreckt sich auf einem schmalen, steil abfallenden Felsriegel oberhalb einer Flussschleife der Waldaist. Am Fuß der Erhebung befindet sich die aus einer kleinen Häuseransammlung bestehende Ortschaft Reichenstein mit einem Kindergarten und einer Volksschule (Kleinschule), sowie den Betrieben Gasthaus zur Hoftaverne (seit 1482) und überregionaler Schmiedebetrieb für Metallgestaltung (seit 1641).

## Geschichte
Ein Ulrich von Reichenstein wird 1230 erstmals urkundlich genannt. Der Bau der mittelalterlichen Burganlage wird zwischen 1230 und 1300 angesetzt. Verschiedene Geschlechter wechselten sich im Besitz der Burg ab: Kapeller (Teilbesitz, zeitweise Alleineigentümer, 1295–1406), Wallseer, Liechtensteiner.
1565 kaufte der adelige Ritter Christoph Haym (* 31. Jänner 1517, † 6. Juni 1571) die kleine Burg. 1567 wurde er vom Kaiser mit der Herrschaft Reichenstein belehnt. Folgend baute er die mittelalterliche Burg zu einem Renaissanceschloss um, dessen Reste das Gros der heutigen Bausubstanz bilden. Möglich wurde der Neubau nur durch die Erhöhung der Abgaben- und Robotleistung der Untertanen, welche dem Christoph Haym deshalb den Gehorsam aufkündigten, sich am Neujahrstag 1569 unter ihrem Anführer Siegmund Gaisrucker zusammenrotteten und die beiden zur Burg gehörigen Meierhöfe brandschatzten, was den Beginn des Reichensteiner Robotaufstands bedeutete. 1571 wurde Christoph Haym aus dem Hinterhalt erschossen. Der tatverdächtige Siegmund Gaisrucker wurde seither nicht mehr gesehen. Um dieses Geschehen ranken sich mehrere Sagen. Beigesetzt wurde Christoph Haym in der Gruft in Wartberg ob der Aist. Sein Sohn Hans von Haim (* 12. Februar 1544, † 19. April 1616) übernahm 1575 die Herrschaft Reichenstein für sich allein. Er setzte fort mit dem Umbau der Burg zu einem prächtigen Renaissanceschloss und war 1603 bis Ende 1605 Verwalter der Landeshauptmannschaft von Österreich ob der Enns.
Seit 1729 ist die Burganlage im Besitz der vormals fürstlichen Familie Starhemberg. 1750 wurde die Anlage von ihren Bewohnern verlassen und verödete danach. Seit 1989 wird sie restauriert. Der heutige Besitzer ist die Familienstiftung Starhemberg. Sie hat die Burgruine einem Verein verpachtet, der sich um die Renovierung und Nutzung für kulturelle Veranstaltungen bemüht. Als heutiger „Burgvogt“ gilt Roland Huber.

## Etymologie
| Jahr | Urkundliche Bezeichnung (Auswahl) |
| ---- | --------------------------------- |
| 1230 | Volricus de Richenstein           |
| 1277 | Poppo de Richenstain              |
| 1326 | Jans von Reichenstain             |
| 1362 | ob Reychenstain pey der ayst      |
| 1411 | die vest Reichenstain             |
| 1610 | Reichenstein                      |
| 1732 | Reichenstain                      |
| 1815 | Reichenstein                      |

Beim Namen Reichensteins handelt es sich um einen gefügten Burgnamen aus dem mhd. Grundwort stein (Fels, Stein) und dem mhd. Beiwort rîch(e) (mächtig, gewaltig, vornehm, stattlich, herrlich, edel). Der Name meint also sinngemäß eine mächtige, stattliche Burg auf einem Felsen. Aus den Namensteilen entstand durch die im Mittelalter übliche dativische Ortsnamensnennung (zum) reichen Stein der gefügte Name Reichenstein.

## Beschreibung
Von der mittelalterlichen Höhenburg ist heute nur mehr die Burgkapelle im Burggelände erhalten. 1576 wurde anstelle des mittelalterlichen Palas ein Renaissance-Wohntrakt errichtet. Im Rittersaal des mit Doppelfensterbögen ausgestatteten Wohntrakts sind heute noch Freskenreste erkennbar. Von dem ebenso neu errichteten Tortrakt samt Flankentürmen sind heute noch ein Stück Tortrakt und der nördliche Flankenturm erhalten.
Bei Bauarbeiten für das Burgenmuseum wurden im Jahr 2012 auf dem Burggelände bedeutende Reste einer älteren Vorgängerburg entdeckt.

## Heutige Nutzung

### Burgenmuseum Reichenstein
Seit 2013 befindet sich das oberösterreichische Burgenmuseum und eine „Natura 2000“-Informationstelle in einem architektonisch außergewöhnlichen halb unterirdischen Museumsneubau auf der Burg Reichenstein.
Das Museum präsentiert Schwerpunktthemen sowie die Zeit vom 11. bis zum 17. Jahrhundert. Im Museum werden „Burg und Herrschaft“, die Menschen und ihre Lebenswelten innerhalb der Burg sowie das bauliche Erscheinungsbild von Burgen und die mit den Burgräumen und Arealen verbundenen Funktionen betrachtet.
Ein weiteres Hauptanliegen des Museums ist die Vermittlung des Naturschutzes. Ein Teil der Dauerausstellung bildet die Informationsstelle „Natura 2000“ für das Waldaist-Naarn-Gebiet. Die Inhalte der Ausstellung behandeln u. a. bedeutende Schutzgüter oder bedrohte Tier- und Pflanzenarten aus der Region. Im Nahbereich der Burg befinden sich ergänzend dazu Themenwege zur Naturvermittlung.
Darüber hinaus ist die Burg heute auch ein Kulturzentrum mit eigenem Veranstaltungsprogramm. Es finden jährliche Kunstausstellungen sowie Musikveranstaltungen, Theateraufführungen, verschiedene Kinderprogrammen und Skulpturenprojekte auf den Freiflächen des Areals statt.

### Burgkapelle Reichenstein
Reichenstein wurde ab 1750 nicht mehr bewohnt und verkam zur Halbruine. Lediglich die Kapelle mit dem Epitaph von Christoph Haym wurde weiter gepflegt und kirchlich genutzt. Von 1785 bis 1816 war sie die Reichensteiner Pfarrkirche. Als Pfarrhof diente der Tortrakt, der daraufhin mitsamt dem nördlichen Flankenturm erhalten blieb. Heute ist die mittelalterliche Kapelle weiterhin beliebt für kirchliche Feste wie Trauungen und Taufen.

## Bildergalerie

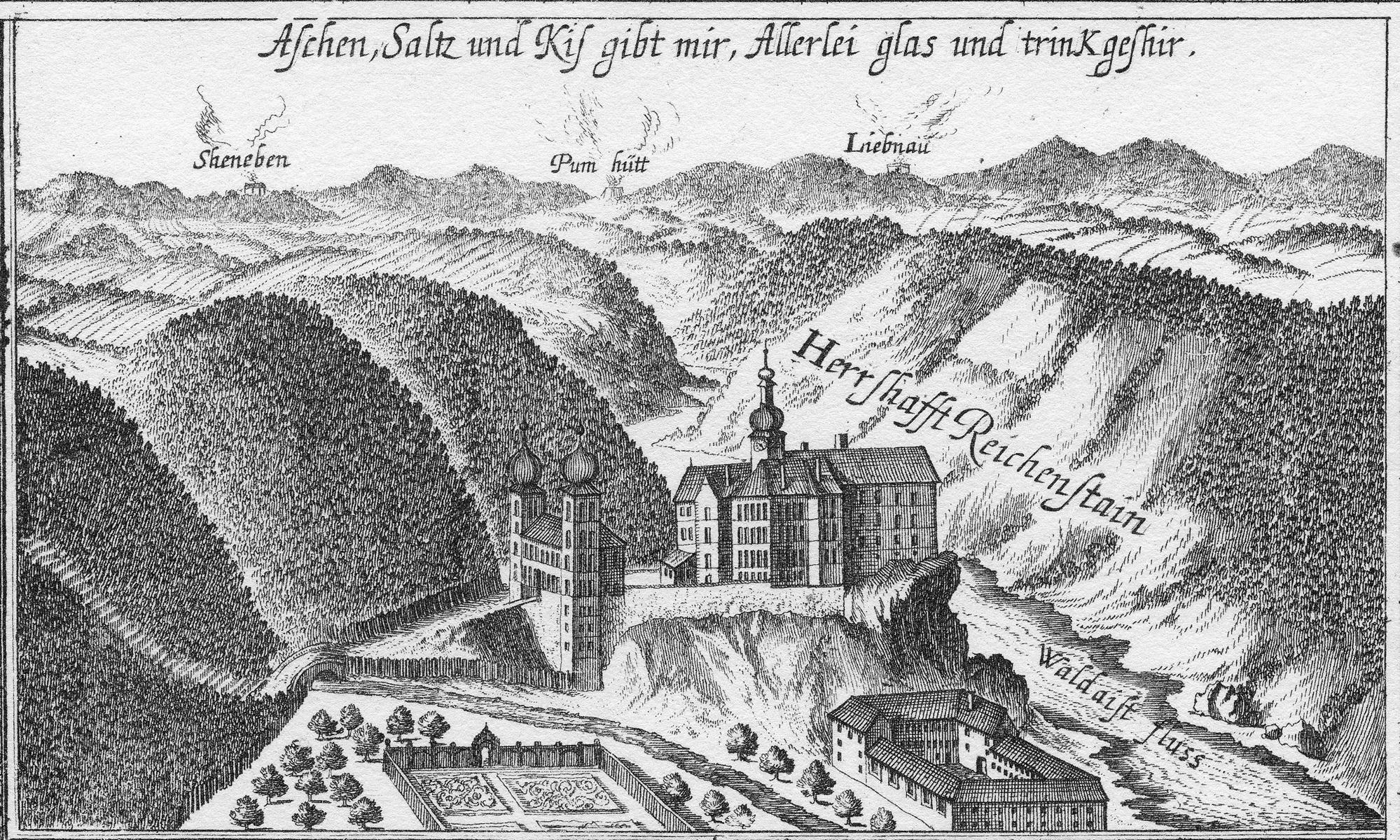
Reichenstein 1667. Detail (rechte obere Ecke) der Landkarte von Oberösterreich von Georg Matthäus Vischer.
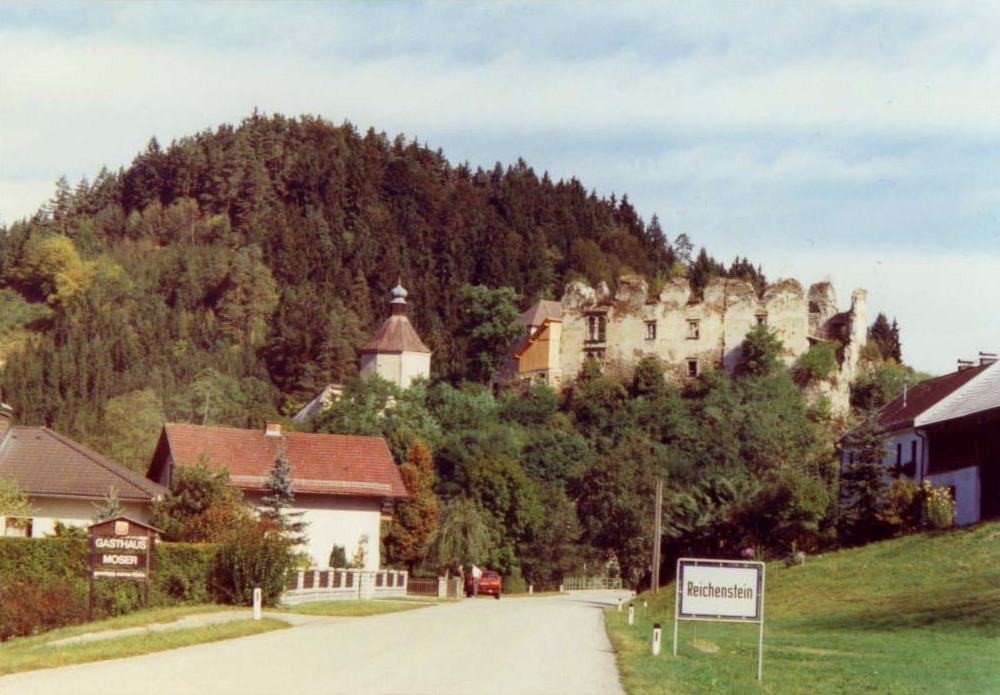
Reichenstein von Westen 1992
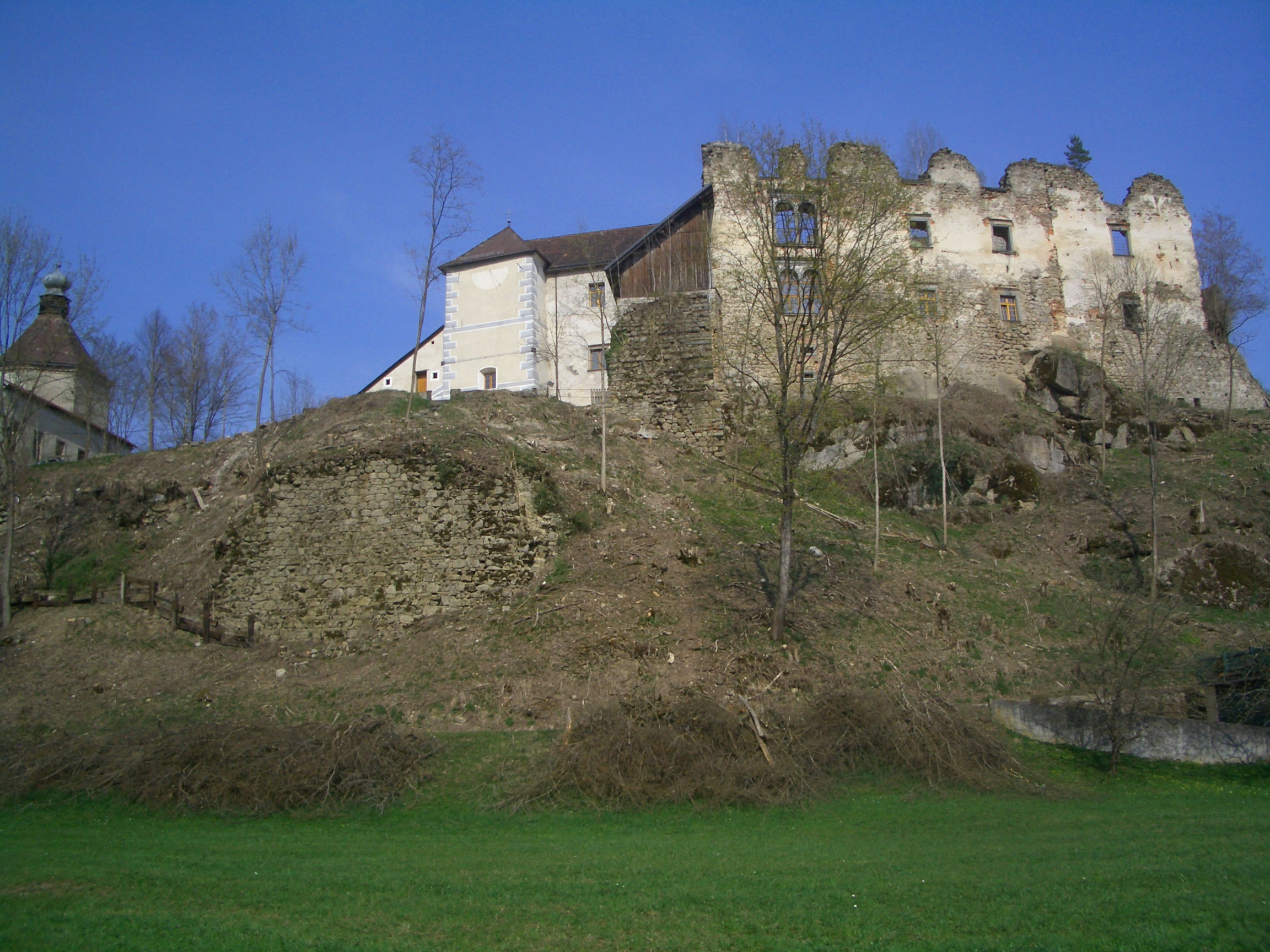
Reichenstein von Westen 2009
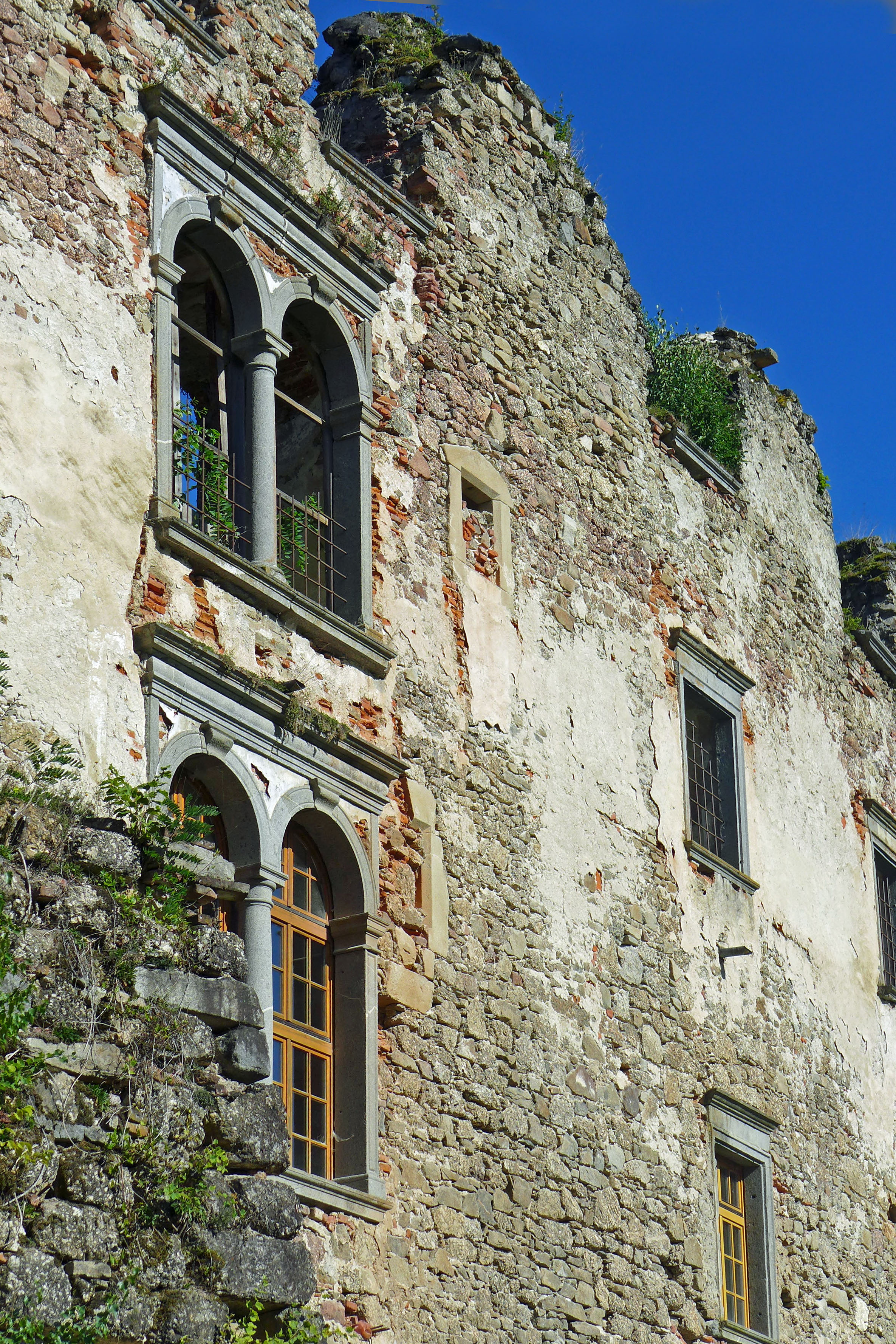
Renaissance-Fenster im Westen 2019
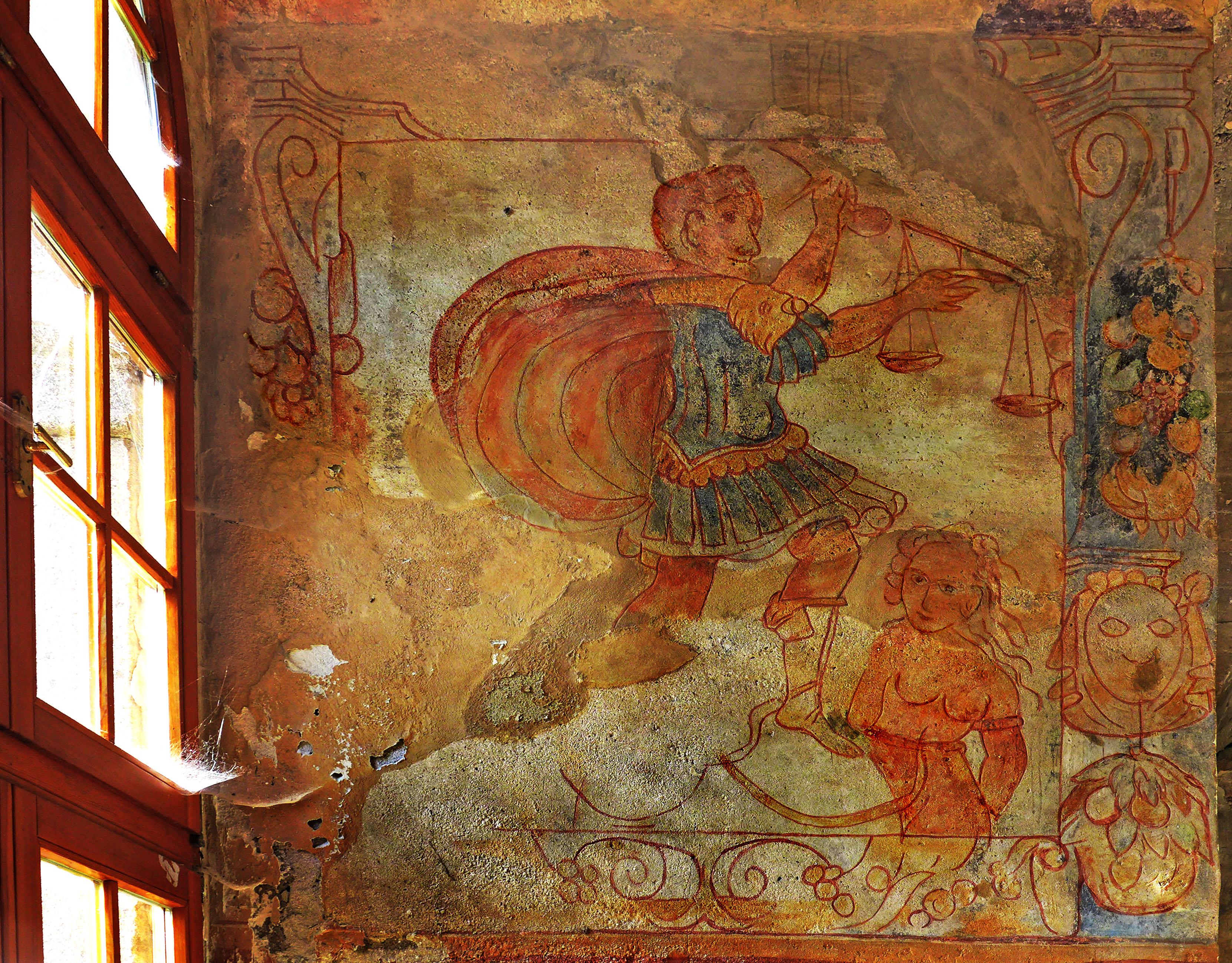
Fensternische im Westen 2019
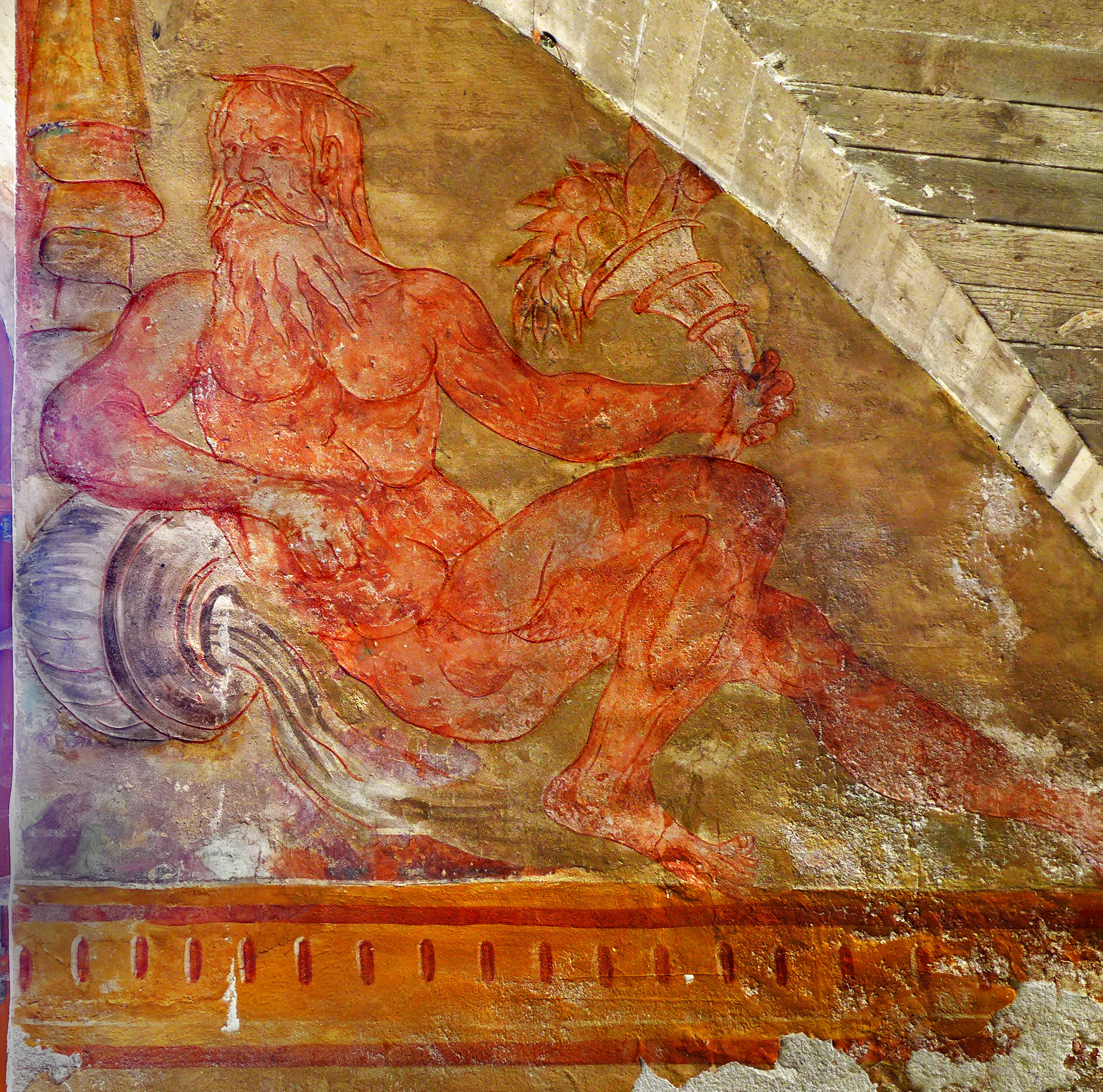
Fensterwand im Westen 2019
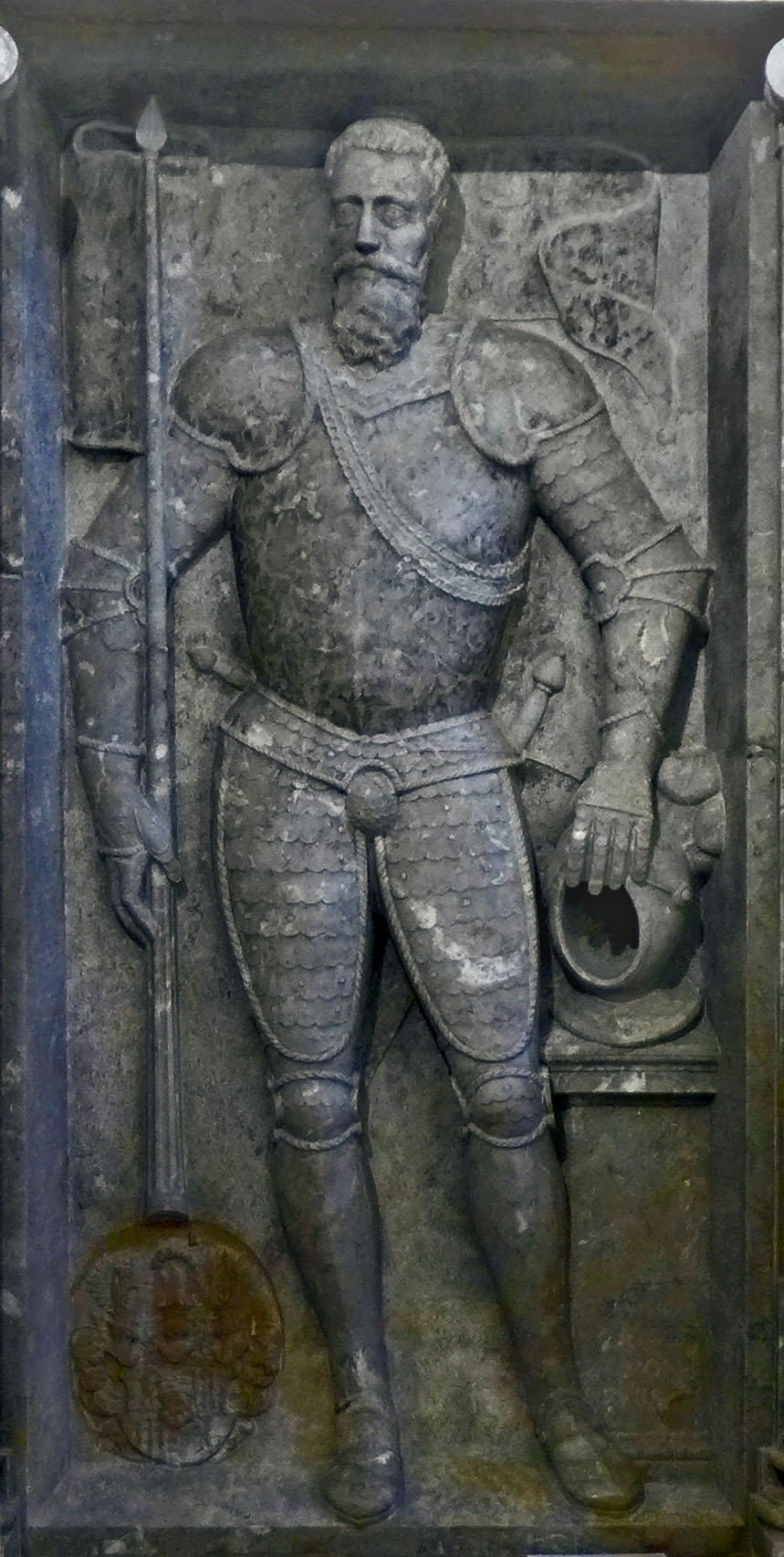
Epitaph Christoph Haym (Detail)
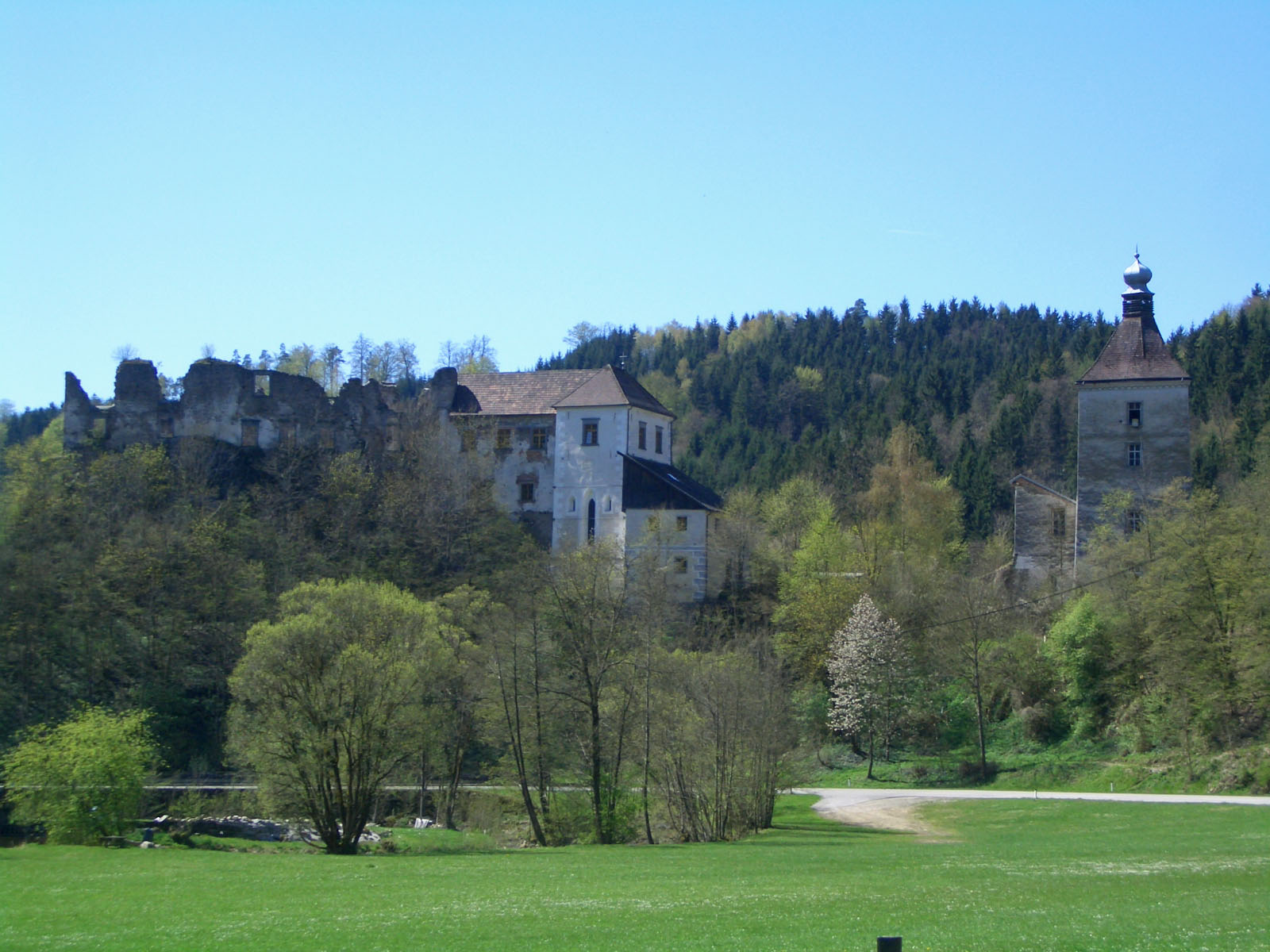
Reichenstein vom Osten
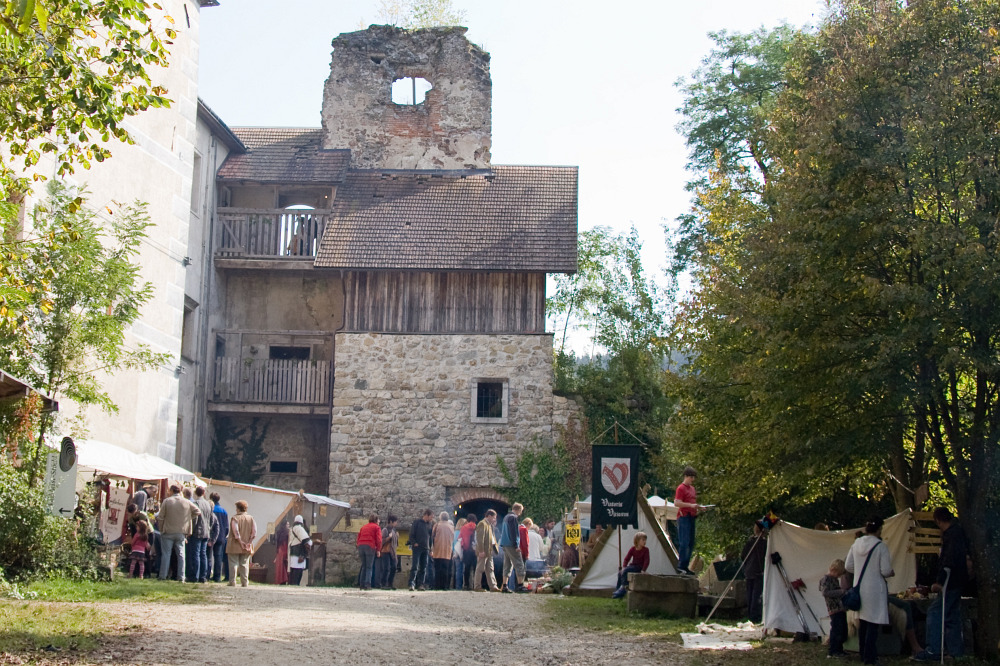
Handwerksfest des Burgvereins Reichenstein 2008